# Джеймс Паркинсън
Джеймс Паркинсон роден 11 април 1755 в Лондон, починал на 21 декември 1824 в Лондон, е британски лекар, хирург и палеонтолог. На него е наречена болестта на Паркинсон.

## Живот
Роден е като най-голям син от три деца на аптекаря и хирурга Джон Паркинсон и съпругата му Мери Паркинсон, следва от 1776 до 1784 година медицина в болница-Лондон, при което още по време на следването си работи при баща си. След неговата смърт през 1784 година поема практиката му, но продължава да посещава лекции между другото и при Джон Хънтър, един от най-добрите хирурзи на времето си.
През 1799 и 1800 година Паркинсон публикува едновременно пет повече или по-малко важни медицински статии. Заедно със синът си публикуват през 1812 първи английски доклад за апендицита като причина за смъртта.
Най-известната му работа е „An Essay on the Shaking Palsy“ от 1817 година, в която Паркинсон за първи път описва неврологичната болест, наречена по-късно на негово име. Той разглежда трима собствени пациенти и трима, които вижда на улицата. Това име на болестта се установява официално през 1884 година от френския психиатър Жан-Мартен Шарко.
Наред със своята медицинска дейност Паркинсон се занимава и с геология и палеонтология. Той изгражда една голяма колекция от минерали и фосили, която става известна извън границите на Англия. През 1804 до 1811 година публикува един тритомен учебник.